# 12 Dywizja Piechoty (Imperium Rosyjskie)
12 Dywizja Piechoty (ros. 12-я пехотная дивизия) – dywizja piechoty Armii Imperium Rosyjskiego, w tym okresu działań zbrojnych I wojny światowej.

## Charakterystyka
Na początku lat 30. XIX w. dokonano reorganizacji rosyjskiej piechoty. Zmniejszono liczbę dywizji i zmieniono ich numerację. 29 stycznia 1833 15 Dywizja Piechoty stała się 12 Dywizją Piechoty. 

W 1914 wchodziła w skład 12 Korpusu Armijnego. Sztab dywizji stacjonował w Płoskirowie. W tym czasie dywizja etatowo posiadała cztery pułki po cztery bataliony oraz brygadę artylerii polowej z 6 bateriami po 8 dział. Doświadczenie zdobyte podczas walk na frontach I wojny światowej  skutkowało zmianami organizacyjnymi. Zimą z 1916 na 1917 rozpoczęto reorganizację dywizji piechoty. Zredukowano liczbę batalionów z 16 do 12 i zmniejszono liczbę dział polowych na mniej aktywnych odcinkach frontu.

## Struktura organizacyjna
Organizacja w 1914
- 1 Brygada Piechoty (Płoskirów)
  - 45 Azowski pułk piechoty (Starokonstantynów)
  - 46 Dnieprowski pułk piechoty (Płoskirów)
- 2 Brygada Piechoty (Kamieniec Podolski)
  - 47 Ukraiński pułk piechoty (Kamieniec Podolski)
  - 48 Odeski pułk piechoty (Mohylów Podolski)
- 12 Brygada Artylerii (Płoskirów)